# David de Gea
David de Gaya Quintana (n. 7 noiembrie 1990, Madrid, Spania) este un fotbalist spaniol, care joacă pe post de portar la Fiorentina în Serie A. Pe plan internațional, are prezențe la națională pentru Spania U-15⁠(d), Spania U17⁠(d), Spania U-19⁠(d), Spania U-20⁠(d), Spania U-21, Spania U23⁠(d) și Spania.

## Statistici carieră
La 15 aprilie 2018.
| Club              | Sezon         | Campionat          | Campionat | Campionat | Cupă    | Cupă   | Cupa Ligii | Cupa Ligii | Europa  | Europa | Altele  | Altele | Total   | Total  |
| Club              | Sezon         | Divizia            | Meciuri   | Goluri    | Meciuri | Goluri | Meciuri    | Goluri     | Meciuri | Goluri | Meciuri | Goluri | Meciuri | Goluri |
| ----------------- | ------------- | ------------------ | --------- | --------- | ------- | ------ | ---------- | ---------- | ------- | ------ | ------- | ------ | ------- | ------ |
| Atlético Madrid B | 2008–09       | Segunda División B | 35        | 0         | —       | —      | —          | —          | —       | —      | —       | —      | 35      | 0      |
| Atlético Madrid   | 2009–10       | La Liga            | 19        | 0         | 7       | 0      | —          | —          | 9       | 0      | —       | —      | 35      | 0      |
| Atlético Madrid   | 2010–11       | La Liga            | 38        | 0         | 5       | 0      | —          | —          | 6       | 0      | —       | —      | 49      | 0      |
| Atlético Madrid   | Total         | Total              | 57        | 0         | 12      | 0      | —          | —          | 15      | 0      | —       | —      | 84      | 0      |
| Manchester United | 2011–12       | Premier League     | 29        | 0         | 1       | 0      | 0          | 0          | 8       | 0      | 1       | 0      | 39      | 0      |
| Manchester United | 2012–13       | Premier League     | 28        | 0         | 5       | 0      | 1          | 0          | 7       | 0      | —       | —      | 41      | 0      |
| Manchester United | 2013–14       | Premier League     | 37        | 0         | 0       | 0      | 4          | 0          | 10      | 0      | 1       | 0      | 52      | 0      |
| Manchester United | 2014–15       | Premier League     | 37        | 0         | 5       | 0      | 1          | 0          | —       | —      | —       | —      | 43      | 0      |
| Manchester United | 2015–16       | Premier League     | 34        | 0         | 6       | 0      | 1          | 0          | 8       | 0      | —       | —      | 49      | 0      |
| Manchester United | 2016–17       | Premier League     | 35        | 0         | 1       | 0      | 5          | 0          | 3       | 0      | 1       | 0      | 45      | 0      |
| Manchester United | 2017–18       | Premier League     | 33        | 0         | 0       | 0      | 0          | 0          | 6       | 0      | 1       | 0      | 40      | 0      |
| Manchester United | Total         | Total              | 233       | 0         | 18      | 0      | 12         | 0          | 42      | 0      | 4       | 0      | 309     | 0      |
| Total carieră     | Total carieră | Total carieră      | 325       | 0         | 30      | 0      | 12         | 0          | 56      | 0      | 5       | 0      | 428     | 0      |

1. ↑  Include alte competiții, inclusiv FA Community Shield

1. ↑  Patru prezențe în UEFA Champions League, patru în UEFA Europa League
2. 1 2 3  Prezență în FA Community Shield
3. 1 2 3  Prezențe în UEFA Champions League
4. ↑  Șase prezențe în UEFA Champions League, două în UEFA Europa League
5. ↑  Prezențe în UEFA Europa League
6. ↑  Prezență în UEFA Super Cup

## Palmares

### Club
Atlético Madrid
- UEFA Europa League: 2009–10
- Supercupa Europei: 2010

Manchester United
- Premier League: 2012–13
- FA Community Shield: 2011, 2013, 2016
- Europa League: 2016-17
- Cupa Angliei: 2015-16
- Cupa Ligii Angliei: 2016-17, 2022-23

### Internațional
Spania U17
- Campionatul European Under-17: 2007

Spain U21
- Campionatul European Under-21: 2011, 2013

### Individual
- Campionatul European Under-21 — Team of the Tournament: 2011, 2013[9]
- Premier League PFA Team of the Year: 2012–13
- Sir Matt Busby Player of the Year: 2013-14
- Manchester United Players' Player of the Year: 2013-14